# Diamante Lobo
Diamante Lobo è un film del 1976 diretto da Frank Kramer con la colonna sonora di Sante Maria Romitelli. Il film è noto anche con il titolo Pistola di Dio.

## Trama
Una banda di criminali, capeggiata da Sam Clayton, la fa da padrone nella cittadina di Juno City, in Texas. Lo sceriffo e il giudice locale subiscono le angherie dei banditi senza intervenire. L'unico che si oppone ai fuorilegge è Padre John, che per questo viene ucciso.
Johnny, avendo perduto la voce a causa del trauma della morte di padre John, si reca in Messico, a Pueblo Quemada, per chiedere soccorso a Lewis, fratello del sacerdote assassinato ed ex pistolero noto come «Diamante Lobo». L'uomo, approfittando della somiglianza col fratello, torna col ragazzo a Juno City e veste i panni del prete. I banditi, terrorizzati e convinti che il prete sia tornato in vita, finiscono con l'uccidersi reciprocamente.
Alla fine Lewis si ritrova ad affrontare Sam Clayton, il quale si rivela essere il padre di Johnny, ed è costretto a ucciderlo sotto gli occhi del ragazzo e della madre.